# Hiram Tuttle
Hiram Tuttle (1883-1956) est un cavalier de l'armée américaine ayant remporté lors des Jeux olympiques d'été de 1932 la médaille de bronze en individuel et par équipe en dressage. 

## Biographie
Hiram Tuttle suit des études et exerce le métier d'avocat à Boston avant d'être appelé en 1917 pour rejoindre l'armée américaine en tant qu'officier.
En 1930, il est affecté à l'école de Cavalerie de Fort Riley au Kansas. C'est le seul officier à se concentrer uniquement sur la discipline du dressage, et ce malgré le manque d'instructeurs américains qualifiés dans la discipline. Ses compétences équestres sont donc en grande partie autodidactes.
En 1932, il participe aux Jeux olympiques d'été de Los Angeles où il obtient avec Olympic la médaille de bronze en individuel et la médaille de bronze par équipe en dressage.
Quatre ans plus tard, il participe de nouveau aux Jeux olympiques, cette fois avec Si Murray, Olympic étant monté par le capitaine C. Stanton Babcock, mais le succès n'est pas au rendez-vous : l'équipe américaine de dressage termine à la 9e place et Hiram Tuttle n'obtient que la 27e place en individuel,.
Après sa retraite militaire, il poursuit sa pratique de l'équitation et s'occupe des chevaux avec lesquels il a participé aux Jeux olympiques, se refusant à les vendre
Il décède en 1956 à l'âge de 73 ans. Il est enterré au cimetière de Fort Riley, tout comme ses trois chevaux : Vast, Si Murray et Olympic,.

## Palmarès
- 1932 : Médaille de bronze par équipe en dressage avec Olympic lors des Jeux olympiques d'été de 1932 à Los Angeles (États-Unis)[3],[8]
- 1932 : Médaille de bronze en individuel en dressage avec Olympic lors des Jeux olympiques d'été de 1932 à Los Angeles (États-Unis)[3],[8]